# Francisco Vallejo Pons
Francisco Vallejo Pons, noto anche come Paco Vallejo (Es Castell, 21 agosto 1982), è uno scacchista spagnolo.
È diventato il più giovane Grande maestro spagnolo nel 1999, all'età di 16 anni e 9 mesi.
Ha vinto il campionato spagnolo per 5 volte: nel 2006, 2009, 2014, 2015 e 2016.
Ha partecipato per la Spagna a 8 olimpiadi degli scacchi dal 2000 al 2014. A Dresda 2008 ha realizzato +7 –0 =4, vincendo la medaglia d'argento individuale in 2ª scacchiera. In totale ha vinto 41 partite, pattate 33 e perse 15.
Ha ottenuto il proprio record Elo nella classifica FIDE di luglio 2011 con 2.724 punti, 20º al mondo e primo del suo paese.

## Principali risultati
- 2000: vince il campionato del mondo Under-18 a Oropesa del Mar; 2º nel campionato europeo Under-20 di Avilés
1º nell'open di Palma di Majorca
- 2001: vince il Capablanca Memorial di L'Avana
- 2002: 1º nel torneo di Dos Hermanas
- 2006: =1º con Ruslan Ponomarëv nel torneo di Cuernavaca in Messico
- 2011: =1º con Vüqar Həşimov al 53º Torneo di Capodanno di Reggio Emilia (Həşimov prevale per spareggio tecnico); 1º nel North American Open
- 2012: in luglio a Condino vince il 12º Open Internazionale "Condino Valle del Chiese" con 7 punti su 7 .[4]
- 2017: in maggio a Gallipoli vince il Campionato italiano di scacchi a squadre con la squadra del Obiettivo Risarcimento Padova e il Campionato tedesco a squadre con il OSG Baden-Baden.[5]
- 2018: in maggio a Gallipoli vince ancora il Campionato italiano di scacchi a squadre con la squadra del Obiettivo Risarcimento Padova e il Campionato tedesco a squadre con il OSG Baden-Baden .[6]
- 2019 : in novembre vince a Dulcigno la 35^ European Club Cup con la squadra del Obiettivo Risarcimento Padova[7] e il Campionato tedesco a squadre con il OSG Baden-Baden .[8]
- 2020 : in settembre vince il Campionato tedesco a squadre con il OSG Baden-Baden .[9]

## Partite notevoli
- Francisco Vallejo Pons - Alfonso Romero Holmes, Campionato spagnolo 2002, gambetto di Budapest A52
- Pëtr Svidler - Francisco Vallejo Pons, torneo Melody Amber 2004, Siciliana Najdorf B90
- Veselin Topalov - Francisco Vallejo Pons, Linares 2006, difesa semislava D43
- Francisco Vallejo Pons - Arkadij Naiditsch, Camp. europeo a squadre 2007, difesa dei due cavalli, var. Ulvestadt C57